# Nimereuca
Nimereuca è un comune della Moldavia situato nel distretto di Soroca di 3.740 abitanti al censimento del 2004.

## Località
Il comune è formato dall'insieme delle seguenti località (popolazione 2004):
- Nimereuca (2.440 abitanti)
- Cerlina (1.300 abitanti)